# Наука (стадион, Москва)
Стадион «Наука» — один из старейших стадионов Москвы.

## Общие сведения

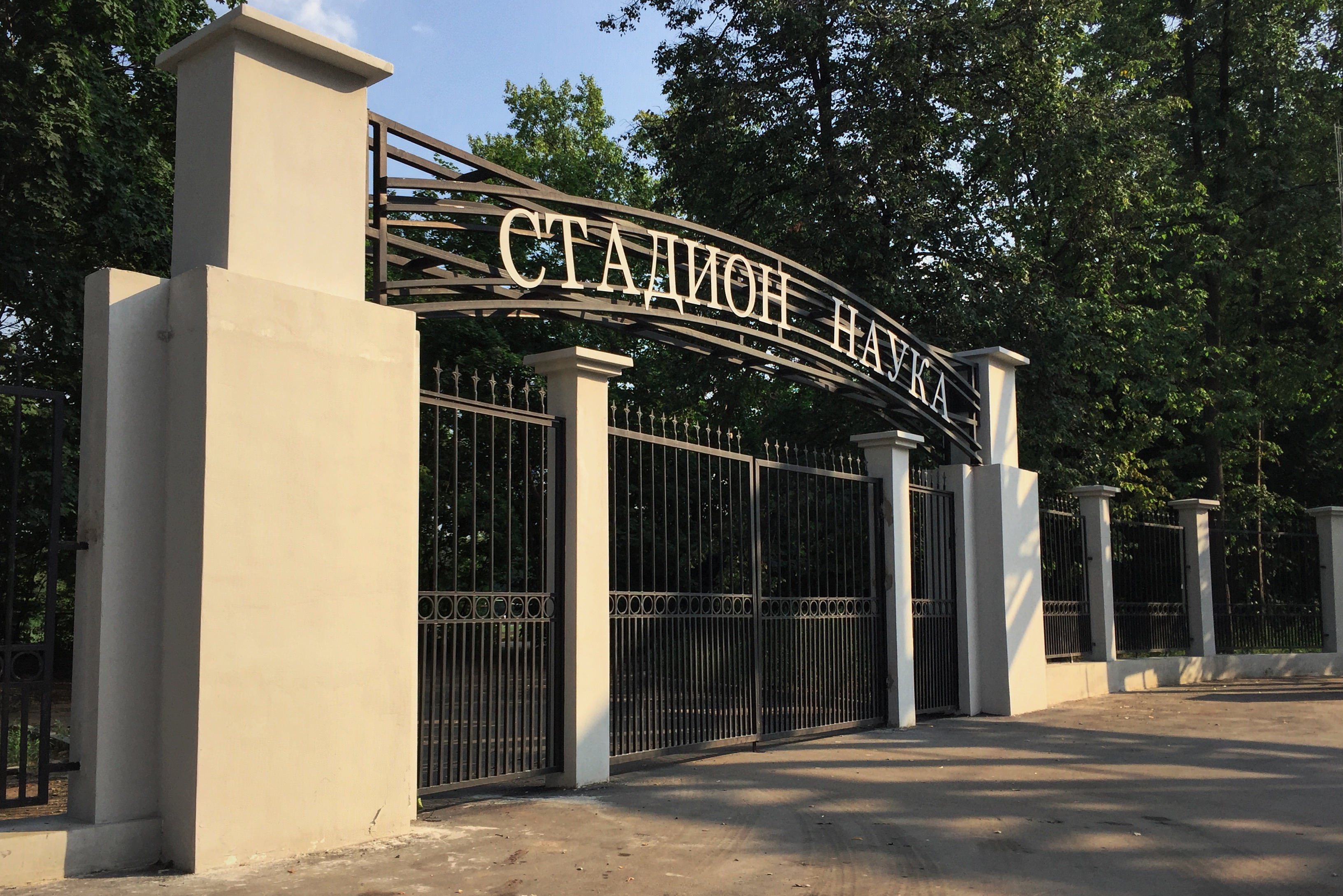
Стадион «Наука»

Стадион расположен по адресу: Большая Академическая улица, 38 в Северном административном округе Москвы в районе Коптево. Стадион находится на берегу Большого Садового пруда. На другом берегу напротив стадиона находится Тимирязевский парк. Занимает площадь 8 га.
Является спорткомплексом федерального подчинения.
История стадиона начинается ещё до войны. На нём проводились регулярно футбольные матчи. Футбольное поле имело такой грунт, что в самую дождливую погоду оставалось практически сухим. Стадион строился частями с 1941 по 1962 год.
Современный вид стадион приобрёл в 1962 году. С этого времени он стал принадлежать спортивному обществу «Буревестник». На стадионе работают секции вольной и классической борьбы, бокса, футбола, хоккея, волейбола, баскетбола и тенниса.
В восьмидесятые годы XX века, благодаря успехам учеников тренеров Португала Марка Анатольевича (классическая борьба) и Воробьёва Юрия Ивановича (вольная борьба) стадион стал всесоюзной базой олимпийского резерва по борьбе.
В настоящее время стадион передан на баланс Московского авиационного института. В середине 2000-х годов была демонтирована трибуна стадиона. В 2008 году в решении судьбы стадиона принял участие председатель Правительства РФ Владимир Путин. Он поручил Минспорттуризму России и Минобрнауки — принять согласованное решение по его реконструкции, которые могли бы позволить провести здесь подготовку студенческой молодёжи к «Универсиаде» 2013 года.
С 2019 года свободный доступ на стадион закрыт.

## Воспитанники
1. Фетисов В. — начинал свои первые шаги[5].
2. Николай Балбошин — олимпийский чемпион по классической борьбе (тренер- Португал М. А.).
3. Александр Соловьёв — чемпион Европы среди молодёжи по вольной борьбе (тренер-Воробьёв Ю. И.)

## Криминал
В 1990-е годы стадион часто фигурировал в криминальных сводках. Самая влиятельная преступная группировка севера Москвы — коптевская в основном состояла из бывших борцов со стадиона «Наука». Ими были известные в криминальных кругах братья Наумовы, Корней, «Соловей», Кошкин и др.
В 2009 году после тренировки на выходе из зала был застрелен чемпион мира и Европы 2004 года по тайскому боксу (муай-тай) Муслим Абдуллаев